# Simone Giorgini
Simone Giorgini var en italiensk skulptör och stuckatör verksam under barocken, aktiv i Rom mellan 1677 och 1712. 

## Verk i Rom (urval)
- Tron – Sant'Ignazio[1]
- Fasadskulpturer föreställande de heliga Patrick och Isidor – Sant'Isidoro a Capo le Case[1]
- Stuckarbeten i koret och korsmitten – Santa Maria dell'Orto (tillsammans med Leonardo Reti)[2]
- Den helige Josef och Den heliga Teresa – Santa Maria della Scala[3]
- Pius IV bekräftar Monte di Pietàs privilegier (lågrelief i kupolen) – Santissima Trinità in Palazzo Monte di Pietà[4]
- Änglar med trumpeter – Cappella di Santa Cecilia, San Carlo ai Catinari[5]